# 福岡市立博多工業高等学校
福岡市立博多工業高等学校（ふくおかしりつはかたこうぎょうこうとうがっこう）は、福岡県福岡市城南区東油山四丁目に所在する公立高等学校。

## 沿革

### 年表
※当該年の新年度より実施。
- 1940年（昭和15年） - 福岡市立第一工業学校および福岡市立第二工業学校が開校。
- 1948年（昭和23年） - 学制改革により福岡市立第一工業学校・福岡市立第二工業学校を統合し、福岡市立博多工業高等学校を中央区城内に開校。当時の課程は精密機械、機械設計、木材工芸、木材工作、印刷課程を設置。
- 1953年（昭和28年） - 木材工作課程を建築工芸課程と改称。
- 1959年（昭和34年） - 自動車工学科を新設。木材工芸課程を工芸科と改称。
- 1960年（昭和35年） - 南区筑紫丘に移転（城内の校地は福岡市立舞鶴中学校に転用。現：三の丸スクエア）。
- 1990年（平成2年） - 城南区東油山に移転（筑紫丘の校地は福岡市立野間中学校、筑紫丘中央公園に転用）。電子情報システム科および画像工学科を新設。
- 2003年（平成15年） -  類・コース制を導入し、1年次の履修科目を統合。
- 2016年（平成28年） -  類・コース制を廃止。
- 2019年（平成31年） -  進学コースの設置。
- 2020年（令和2年） -  自動車工学科製作の『世界最速の圧縮空気駆動自転車』がギネス世界記録に正式認定。

## 教育組織
工業科のみ。
- 機械科
  - 機械一般コース
  - 機械工学コース
  - 進学コース
- 自動車工学科
  - 自動車工学コース
  - 自動車整備コース
  - 進学コース
- インテリア科
  - 室内工芸コース
  - 室内計画コース
  - 進学コース
- 建築科
  - 施工管理コース
  - 建築士コース
  - 進学コース
- 画像工学科
  - グラフックアーツコース
  - マルチメディアコース
  - 進学コース
- 電子情報科
  - 電子コース
  - 情報技術コース
  - 進学コース

## 通学手段など
- 生徒の主な通学手段
  - バス: 西鉄バス
  - 自転車を利用する生徒が多い。
- 最寄りバス停留所
  - 西鉄バス博多工業高校バス停・油山バス停・油山団地バス停

※学校周辺に鉄道路線はない。

## 著名な出身者
- 畑瀬聡（砲丸投げ選手）
- 平田忠則（競艇選手）
- 大神武俊（元プロ野球選手）
- 寺田陽介（元プロ野球選手）
- 山田勝国（元プロ野球選手）
- 古屋哲美（元プロ野球選手）
- 橋本孝志（元プロ野球選手）
- 倉田晃（元プロ野球選手）
- 入江道生（元プロ野球選手）
- 甲斐雄平（元プロ野球選手）
- 池田善吾（元アマチュア野球選手）
- 矢野光世（女子競輪選手）
- 早川清孝（元ハンドボールオリンピック選手）